# Osumiöarna

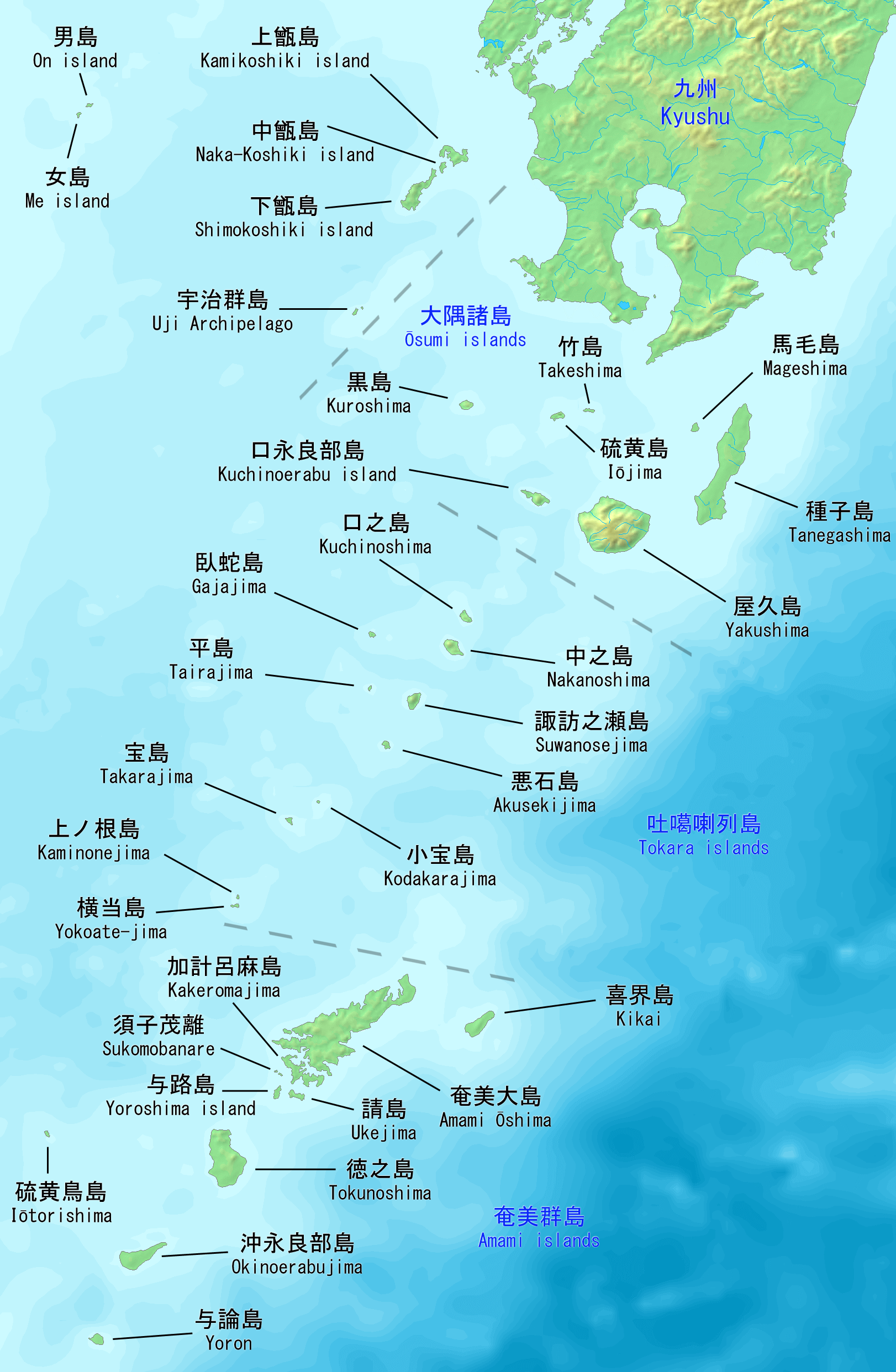
Lägeskarta

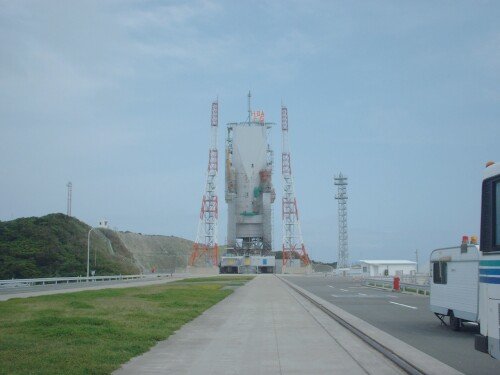
Japanska rymdcentret på Tanega-shima

Ōsumiöarna (japanska: 大隅諸島?, Ōsumi-rettō) är en ögrupp bland Ryukyuöarna i nordvästra Stilla havet som tillhör Japan.

## Geografi
Ōsumiöarna utgör den nordligaste ögruppen bland Satsunanöarna och ligger cirka 100 kilometer söder om Kyushu och cirka 550 km norr om Okinawa.
Öarna är av vulkaniskt ursprung och har en areal om cirka 1 030 km². Klimatet på öarna är subtropiskt. Den högsta höjden är Miyanoura-toppen på cirka 1 935 m ö.h.. Den ligger på Yakushima.
Ögruppen består av de 6 större öarna:
- Tanegashima, huvudön och den östligaste ön i ögruppen, cirka 453 km²
- Yakushima, cirka 504 km²
- Kuchinoerabu-jima, cirka 38 km²
- Kuro-shima, den västligaste ön i ögruppen, cirka 15 km²
- Io-jima, cirka 12 km²
- Takeshima, cirka 4 km² [1]

samt några mindre och obebodda öar med bland annat
- Mage-shima

Befolkningen uppgår till cirka 50 000 invånare där cirka 19 000 bor i huvudorten Nishinoomote på Tanega-shima. Förvaltningsmässigt tillhör ögruppen Kagoshima prefektur.
Ögruppens flygplats Nishinoomote Airport (flygplatskod "IIN") har kapacitet för lokalt flyg, det finns även regelbundna färjeförbindelse med staden Kagoshima på fastlandet.

## Historia
Det är osäkert när öarna upptäcktes, de första dokumenterade omnämnandena finns i boken Nihonshoki från 720-talet.
1543 strandade ett kinesiskt fartyg med Portugiser vid Kadokura-saki (Kap Kadokura) på öns södra del. Portugiserna var beväpnade med arkebuser och därmed introducerades eldvapen i Japan.
Öarna utgjorde fram till 1624 en del i det oberoende kungariket Ryukyu.
1609 invaderades Ryūkyūriket av den japanska Satsumaklanen under den dåvarande Daimyo som då kontrollerade området i södra Japan. Ögruppen införlivades 1624 i Satsumariket.
1879 under Meijirestaurationen införlivades riket i Japan, och öarna blev först del i länet Ōsumi no Kuni (Ōsumi provinsen) och senare del i Kagoshima prefekturen.
Under Andra världskriget ockuperades området våren 1945 av USA som förvaltade öarna fram till 1953 då de återlämnades till Japan.
1969 öppnades rymdhamnen "Tanegashima Space Center" (TNSC) på den sydöstra delen av ön Tanega-shima av den dåvarande japanska rymdforskningsstyrelsen NASDA ("National Space Development Agency of Japan") (2). Rymdcentret övertogs sedan av JAXA ("Japan Aerospace Exploration Agency").